# 森岡為治
森岡 為治（もりおか ためはる）は、戦国時代の武将。津軽氏の家臣。

## 略歴
大浦氏一門の家老として3000石を領した。天文10年（1541年）6月9日、主君・大浦政信に従い、和徳城攻めに参加した。その際、岩木川畔の三味線河原で戦いとなり、和徳城主・小山内満春が討ち取られたが、満春の子・永春が加勢すると戦況は逆転し、大浦政信と共に討ち死にした。